# Witkraaglijster
De witkraaglijster (Turdus albocinctus) is een zangvogel uit de familie lijsters (Turdidae).

## Verspreiding en leefgebied
Deze soort komt voor in Bhutan, China, India en Nepal.